# Ugovor o jemstvu
Ugovor o jemstvu je ugovor u pisanoj formi između poverioca i jemca u kom se jemac obavezuje da će prema poveriocu ispuniti punovažnu i dospelu obavezu dužnika, ako ovaj to ne učini.
Ugovorom o jemstvu se može obavezati samo ko ima potpunu poslovnu sposobnost.

## Pojam
Jemstvo kao vid osiguranja ispunjenja obaveza nastaje, najčešće, na osnovu ugovora, mada postoji i zakonsko jemstvo. Ugovorom o jemstvu obavezuje se jedno lice prema poveriocu određenog dužnika da će ispuniti obavezu koju taj dužnik ima, ako to ovaj ne učini. Za izjavu o jemstvu potrebna je pismena forma. Lice koje preuzima jemstvo naziva se jemac, a lice za čiji se dug jemči naziva se glavni dužnik. Jemac, dakle, ne preuzima dug glavnog dužnika kao svoj vlastiti, već se obavezuje da će platiti tuđi dug. Jemčeva obaveza pretpostavlja dug nekog trećeg lica, tzv. glavni dug. Nije nužno da glavni dug postoji već u trenutku zaključenja ugovora o jemstvu, jer se jemstvo može dati i za buduću i uslovnu obavezu, ako je ona određena. Jemstvo dato za buduću obavezu može se i opozvati pre nego što obaveza nastane, ukoliko nije utvrđen rok njenog nastanka. Jemstvo će proizvesti dejstvo samo pod uslovom da budući dug zaista i nastane.
Za nastanak punovažnog ugovora o jemstvu dovoljno je da se saglase poverilac i jemac. U praksi, kao jemci se mogu javiti kako pravna lica (npr. banka) tako i fizička lica.

## Pravna priroda
Ugovor o jemstvu je imenovan ugovor. To je jednostrano obavezan ugovor, jer se njime jemac obavezuje poveriocu da će ispuniti određenu obavezu glavnog dužnika, ukoliko to ovaj ne učini. Sudbina jemstva, kao ugovora, zavisi od pravne sudbine osnovnog ugovora, tj. ugovora između dužnika i poverioca. Jemčeva obaveza ne može biti veća od obaveze glavnog dužnika, čak i kad je ugovoreno veća.

## Forma jemstva
Ugovor o jemstvu mora biti sačinjen u pisanom obliku.

## Predmet jemstva
Svaka punovažna obligacija može biti obezbeđena jemstvom. Jemstvo se može dati i kada je obligacija pod dopuštenim modalitetima (uslovi, rokovi, nalozi), kao i za određenu buduću obavezu. Međutim kada je jemstvo dato za buduću obavezu, postoji mogućnost opoziva, ali pre nego što obaveza nastane. Ako je predviđeni rok u kome obaveza treba da nastane (raskidni rok od npr. šest meseci za nastanak obaveze), opoziv se ne može dati pre isteka tog roka. Konačno, jemstvo se može dati i kao obezbeđenje prethodnog jemstva, tj. jemac može da jemči i za obavezu nekog drugog jemca (jemčev jemac).

## Kauza jemstva
Ugovor o jemstvu nema za cilj zasnivanje samostalne obligacije između poverioca i jemca. Cilj ovog ugovora je obezbeđenje potraživanja koje ima poverilac prema glavnom dužniku, što znači da je kauza o jemstvu zavisna od kauze osnovne obligacije, obligacije između dužnika i poverioca. 

## Obim jemčeve odgovornosti
Odgovornost jemca je ograničena po obimu na visinu obaveze glavnog dužnika, odnosno visina obaveze glavnog dužnika je maksimalna visina obaveze jemca. Čak i kada je ugovorom predviđena veća odgovornost, ona se svodi na meru dužnikove obaveze. Sve ovo znači da jemac odgovara celokupnom svojom imovinom, ali do visine vrednosti obaveze glavnog dužnika.
U trenutku kada jemac namiri potraživanje poverioca koje je ovaj imao prema glavnom dužniku, jemac zauzima položaj poverioca. Predmetno potraživanje sa svim sporednim pravima i garancijama za njegovo ispunjenje prelazi na jemca koji je namirio potraživanje prema poveriocu. 

## Odnos jemca i poverioca
1. Jemac se obavezao poveriocu da će platiti tuđi, a ne svoj dug. Obaveza zato nije primarna nego sekundarna. Sekundarnost se ogleda u tome što je od jemca moguće zahtevati ispunjenje samo pod uslovom da to nije učinio glavni dužnik u roku koji mu je u pismenom pozivu odredio poverilac. Ako bi poverilac pre toga zatražio isplatu od jemca, ovaj ima pravo da mu istakne prigovor što se ne drži reda.
2. Jemac može biti potpuno oslobođen od odgovornosti. Do toga može doći zbog poveriočevog odugovlačenja, kad on na poziv jemca, posle dospelosti potraživanja, ne zahteva ispunjenje obaveze od glavnog dužnika ni u roku od mesec dana od tog poziva. Ako rok za ispunjenje nije određen, jemac može posle godinu dana od zaključenja ugovora o jemstvu pozvati poverioca da mu da potrebnu izjavu za određivanje datuma ispunjenja. Ukoliko ovaj to ne učini ni u roku od mesec dana, on se oslobađa odgovornosti.

## Odnos dužnika i jemca
1. Cilj jemstva je da se poveriocu stvore veći izgledi za namirenje potraživanja od glavnog dužnika. Ukoliko jemac namiri poverioca, glavni dužnik ostaje i dalje u obavezi,samo ne više prema poveriocu, već prema jemcu. Isplatom duga jemac dolazi na mesto poverioca i stiče sva ona prava prema glavnom dužniku koja je imao i poverilac. On može zahtevati da mu dužnik nadoknadi sve ono što je isplatio za njegov račun, kao i kamatu od dana isplate. Takođe može zahtevati, od njega nadoknadu troškova nastalih u sporu sa poveriocem od časa kad je obavestio dužnika o tom sporu, kao i nadoknadu štete ako bi je bilo.
2. Protiv jemca koji je bez njegovog znanja izvršio isplatu poveriocu dužnik može upotrebiti sva pravna sredstva kojima je u času te isplate mogao odbiti poveriočev zahtev. Jemac gubi pravo na regres i u slučaju kad ne obavesti dužnika da je isplatio poverioca pa dužnik ne znajući za to isplati ponovo isto potraživanje. Ali pošto je time poverilac neosnovano obogaćen, jemac može zahtevati od njega da mu vrati ono što je isplatio. To pravo pripada jemcu i kada bez dužnikovog znanja isplati poveriočevo potraživanje koje kasnije na, dužnikov zahtev, bude poništeno ili ugašeno prebijanjem.

## Gašenje jemstva
Jemstvo se gasi uvek kada se ugasi i glavna obaveza koju on osigurava. Pri tome sasvim je svejedno na koji je način glavni dug ugašen. Jemstvo takođe može prestati sa radom nezavisno od glavnog duga i pre njega. To se događa, ako je ono samo dato za određeno vreme pa to vreme istekne. Zatim, do gašenja dolazi i kad poverilac oprosti dug jemcu, kad se sjedine jemac i poverilac ili jemac i glavni dužnik. I kada je rok zastarevanja obaveze glavnog dužnika duži od dve godine, obaveza jemca zastareva po isteku dve godine od dospelosti obaveze glavnog dužnika.

## Naročite vrste jemstva
1. Solidarno jemstvo - U ovom slučaju jemac se obavezuje kao jemac saisplatilac, to znači da on odgovara solidarno sa dužnikom za celu obavezu.
2. Sajemci - To su više lica koja jemče za istu obavezu. Mogu se obavezati zajedno i istovremeno ili u različito vreme i nezavisno jedan od drugog.
3. Jemac jemčev - Onaj ko se obaveže poveriocu da će jemčiti za njegovo potraživanje od jemca. Poverilac u tom slučaju ima dva jemca, jedan je glavni, a drugi sporedni.
4. Jemac za nadoknadu štete - Ono lice koje se ne obavezuje na jemstvo poveriocu, već njegovom jemcu. Preuzima obavezu da će jemcu glavnog dužnika nadoknaditi eventualnu štetu usled datog jemstva.
5. Ugovor o garanciji - je sličan ugovoru o jemstvu. Njime se jedno lice obavezuje drugome da će garantovati za njegov uspeh u nekom budućem poslu, i da će snositi rizik tog posla. Ali se ovim ugovorom ne preuzima obaveza da će se platiti tuđi dug, nego obaveza nadoknade eventualne štete koju bi druga strana mogla pretrpeti obavljajući određenu delatnost.

## Akcesornost i supsidijarnost
- Supsidijarnost) Od jemca se može zahtevati ispunjenje obaveze tek nakon što je glavni dužnik ne

ispuni u roku određenom u pismenom pozivu (supsidijarno jemstvo). Dužnik može isticati prigovor reda.
- Akcesornost (akcesoran - biti sporedan i zavisan u odnosu na glavnog) jemstva znači da punovažno jemstvo zavisi od punovažnosti glavne obaveze. Ako je obaveza glavnog dužnika nastala iz ugovora koji je ništav, onda zbog toga ne može da postoji obaveza glavnog dužnika a ni obaveza jemca. Pritom je moguće da je ugovor. o jemstvu sam za sebe punovažan, ali ne proizvodi pravna dejstva zbog akcesorne povezanosti sa nevažećim glavnim ugovorom. Ako je ugovor rušljiv onda sudbina jemstva zavisi od toga šta će biti sa glavnim ugovorom. Kod solidarnog jemstva ne postoji supsidijarnost ali ostaje akcesornost. Poverilac može da tuži ili dužnika ili jemca ili obojicu zajedno(jemac ne može isticati prigovor reda), ali ako je glavni ugovor nevažeći i ugovor o jemstvu pada (mada sam po sebi nije nevažeći).

## Literatura
- Obligaciono pravo, prof. dr Oliver Antić, Beograd 2009.
- Obligaciono pravo, dr Jakov Radišić, Beograd 2004.

## Spoljašnje veze
- Jamstvo[мртва веза]